# Beer Tuvia (Regionalverwaltung)
Beʾer Tuvia (hebräisch מוֹעָצָה אֲזוֹרִית בְּאֵר טוּבִיָה Mōʿatzah Asōrīt Bəʾer Ṭūvijah, deutsch ‚Regionaler Rat …‘, auch … טוֹבִיָּה … Ṭōvijah) ist eine im Jahre 1950 gegründete israelische Regionalverwaltung im Südbezirk Israels.

## Name
Die Regionalverwaltung ist nach dem israelischen Ort Beʾer Tovja (hebräisch בְּאֵר טוֹבְיָה ‚Brunnen des Tobias‘) benannt. Der Ort selbst hieß ursprünglich Beʾer Tuv-Ja (hebräisch באר טוּב-יה) wurde aber 1953 nach dem Buch Tobias (hebräisch סֵפֶר טוֹבְיָה) in Beʾer Tovja (hebräisch בְּאֵר טוֹבְיָה) umbenannt.

## Demografie
Im 140 km² großen Gebiet der Regionalverwaltung leben 23.878 Menschen (Stand: Januar 2022).
Das israelische Zentralbüro für Statistik gibt für die Regionalverwaltung folgende Einwohnerzahlen an:
| Jahr der Volkszählung | 1961  | 1972  | 1983  | 1995   | 2008   |
| Anzahl der Einwohner  | 9.300 | 8.900 | 9.600 | 12.800 | 19.000 |

## Gliederung

Das Gebiet des Regionalverbands in dunkelgrün neben anderen Gebietskörperschaften

Im Jahre 1971 gründete der Regionalverband die akademische Hochschule Achawa (hebräisch המִכְלָלָה האָקָדֶמִית אַחֲוָה) bei dem Ort Achawa in der nördlichen Wüste Negev im Südbezirk Israels. Die Stadt Qirjat Malʾachi ist als Enklave vom Gebiet der Regionalverwaltung umschlossen.
Die Regionalverwaltung ist zuständig für einen Kibbuz, 19 Moschavim, eine Gemeinschaftssiedlung, ein Jugenddorf, die Ortschaft Achawa und vier Industriezonen: Industriegebiet ʿAd Halom südlich Aschdods (אֵזוֹר תַּעֲשִׂיָּה עַד הֲלוֹם), Beʾer Tuvia (אֵזוֹר תַּעֲשִׂיָּה בְּאֵר טוּבְיָה; südlich Qirjat Malʾachis), Kannot (אֵזוֹר תַּעֲשִׂיָּה כַּנּוֹת; östlich des gleichnamigen Moschavs) und Industriepark Reʾem (פארק תַּעֲשִׂיּוֹת רְאֵם Parq Taʿassijjōt Rɘʾem, auch אֵזוֹר תַּעֲשִׂיָּה מִבְצָע Esōr Taʿassijjah Mivza) zwischen Bnei ʿAJi"Sch und dem Militärflugplatz Chazor.
| Name (in lateinischen Lettern / Plene hebräisch) | Name (hebräisch vokalisiert / transliteriert / ‚übersetzt‘) | Rechtsform                      | Gründung |
| ------------------------------------------------ | ----------------------------------------------------------- | ------------------------------- | -------- |
| Achawa / אחווה                                   | אַחֲוָה Achawah, deutsch ‚Brüderlichkeit‘                      | dörfliches Zentrum              | 1966     |
| ʿArugot / ערוגות                                 | עֲרוּגוֹת ʿArūgōt, deutsch ‚Beete‘                             | Moschav                         | 1949     |
| ʿAsriqam / עזריקם                                | עַזְרִיקָם ʿAsrīqam, deutsch ‚meine Hilfe erstand‘              | Moschav                         | 1950     |
| Avigdor / אביגדור                                | אֲבִיגְדוֹר Avīgdōr                                             | Moschav                         | 1950     |
| Beʾer Tuvja / באר טוביה                          | בְּאֵר טוּבְיָה Bəʾer Ṭūvjah                                      | Moschav                         | 1930     |
| Beit ʿEsra / בית עזרא                            | בֵּית עֶזְרָא Bejt ʿEsrā, deutsch ‚Haus ʿEsras‘                  | Moschav                         | 1950     |
| Bizzaron / בצרון                                 | בִּצָּרוֹן Bizzarōn, deutsch ‚befestigter Platz‘                 | Moschav                         | 1935     |
| Chazav / חצב                                     | חָצָב Chazav, deutsch ‚Meerzwiebel‘                           | Moschav                         | 1949     |
| Chazor Aschdod / חצור אשדוד                      | חָצוֹר אַשְׁדּוֹד Chazōr Aschdōd, deutsch ‚Chazor von Aschdod‘     | Kibbutz                         | 1946     |
| Emunim / אמונים                                  | אֱמוּנִים Emūnīm, deutsch ‚Ausgebildete‘ (pl.)                 | Moschav                         | 1950     |
| ʿEser / עזר                                      | עֵזֶר ʿEser, deutsch ‚Hilfe‘                                  | dörfliches Zentrum              | 1966     |
| Givʿati / גבעתי                                  | גִּבְעָתִי Givʿatī, deutsch ‚Hügeliges‘                          | Moschav                         | 1950     |
| Jinnon / ינון                                    | יִנּוֹן Jinnōn                                                 | Moschav                         | 1952     |
| Kannot / כנות                                    | כַּנּוֹת Kannōt, deutsch ‚Stecklinge‘                           | landwirtschaftliches Jugenddorf | 1952     |
| Kfar Achim / כפר אחים                            | כְּפַר אַחִים Kfar Achīm, deutsch ‚Dorf der Brüder‘              | Moschav                         | 1949     |
| Kfar Warburg / כפר ורבורג                        | כְּפַר וַרְבּוּרְג Kfar Warbūrg, deutsch ‚Dorf Warburgs‘            | Moschav                         | 1939     |
| Newe Mivtach / נווה מבטח                         | נְוֵה מִבְטַח N[ə]weh Mivṭach, deutsch ‚Aue sicherer Zuflucht‘   | Moschav                         | 1950     |
| Nir Banim / ניר בנים                             | נִיר בָּנִים Nīr Banīm, deutsch ‚Neubruch der Söhne‘            | Moschav                         | 1954     |
| Orot / אורות                                     | אוֹרוֹת ʾŌrōt, deutsch ‚Lichtscheine‘                         | Moschav                         | 1952     |
| Schtulim / שתולים                                | שְׁתוּלִים Schtūlīm, deutsch ‚Gepflanzte‘ (pl.)                 | Moschav                         | 1950     |
| Sde ʿUsijjahu / שדה עוזיהו                       | שְׂדֵה עֻזִּיָּהוּ Sdeh ʿUssijjahū, deutsch ‚Feld ʿUsijjahus‘        | Moschav                         | 1950     |
| Talmei Jechiʾel / תלמי יחיאל                     | תַּלְמֵי יְחִיאֵל Talmej Jəchīʾel, deutsch ‚Furchen Jechiels‘      | Moschav                         | 1949     |
| Timmorim / תימורים                               | תִּמּוֹרִים Timmōrīm                                             | Moschav Schittufim              | 1954     |